# سنجاقی‌کپکان
سنجاقی‌کپکان(نام علمی: Mucoraceae) نام یک تیره از راسته سنجاقی‌کپک‌سانان است.